# 岡元あつこ
岡元 あつこ（おかもと あつこ、本名：岡元 厚子、1973年10月6日 - ）は、日本の女優・タレント。東京都出身。所属事務所は浅井企画。吉祥女子高等学校英語コース → 獨協大学法学部法律学科卒業。

## 来歴・人物
宮崎県出身の父と愛知県名古屋市出身の母の間に出生。生まれは名古屋だが、1歳の時に東京に移住している。
吉祥女子高校在学中に、ザ・バーズの一員になりダンサーとして活動、その後モデル・女優として活動する。チーム童里夢（現・YANKEE STADIUM 20XX）などに属し、小劇場での演劇活動を行う。
1993年頃、女性4人組バンド「ザ・ガール」の一員となる。このバンドはみんなが胸が大きかったのが特徴で、ボーカルの女性はIカップであった。[要出典]。
1996年、ミス・マーメイドクイーンにもなるが、広く知られるようになったのは1996年12月、『トゥナイト2』のリポーターになってからである。当時獨協大学在学中で、女子大生リポーターとして絶大な人気を博し、同番組のリポーターとして1999年12月まで3年間活躍し、せがわきり・そめやゆきこ・高尾晶子・原田里香などとともに同番組最盛期を担った人気リポーターである。
『トゥナイト2』降板後はテレビ・ラジオで活躍する傍ら、グラビアタレント・舞台女優としても活躍している（自身はグラビアで活躍していた当時も、舞台女優を自認していた）。
文才が評価され、東京スポーツなどで、エッセイを連載していた。映画評のウェブ連載を書くほど映画好きである。
2005年7月、高尾晶子を通じて知り合った元サッカー日本代表DFセレッソ大阪所属（当時）の柳本啓成と結婚し、柳本の経営するYANAGI FIELD、ジュニアチームYF NARATESOROスタッフとしても活動したが、2017年7月、自身のブログで、柳本との離婚を報告した。二人の間に子供はいなかった。
2023年9月7日、兄弟デュオ「狩人」の加藤高道との再婚を報告した。

## エピソード
- 『トゥナイト2』出演当時の雑誌に掲載されているプロフィールでは、生年月日は全て1975年10月6日と2歳若返ったものになっていた。これは『トゥナイト2』出演開始時点で女子大生レポーターとして売り出したいのに本来なら卒業しているはずの年齢を超えていたために、このような措置をとったものと思われる（例えば、降板後の2002年3月に発売された『FLASH EXCITING No.61』〔光文社〕では本来の1973年10月6日生まれと記載されている）。2004年5月13日放送の『ロンロバ!金メダル!』（TBS系）に出演した際にも、この話が出ている。
- 雑誌のグラビアでは、例えば「全裸まであと一枚」という題名で一糸まとわぬかのように見える写真が掲載されることがあるが、未だに全裸になってグラビア撮影に臨んだことはない。
- セクシー系タレントなのでモデルかレースクイーン出身と思われることが多いが、「いつもガチ袋をぶらさげて舞台のセットを組んでいた」というほどガテン系な人柄である。

## 主な出演番組

### 過去のレギュラー番組
- テレビ
  - トゥナイト2（テレビ朝日系）
  - 明石家マンション物語（フジテレビ系）※大部屋コーナーでのニックネームは「場末の27才・岡元」
  - いいね（テレビ東京系）
  - 出没!アド街ック天国（テレビ東京系）
  - 特選!ネタショップ（テレビ朝日系）
  - WIPE OUT!（テレビ東京系）
  - 夜美女（サンテレビジョン）
  - サン虎検定（サンテレビジョン）
  - 踊る!さんま御殿!!（日本テレビ系）
  - トリプルA GOLD（名古屋テレビ系）
  - ACTであつこ（びわ湖放送・土曜24:25 - 25:20）

- ラジオ
  - 恋商店（ラジオ大阪）
  - ほっとHOT土曜ワイド（文化放送）
  - ウィークリーカウントダウンパーティー（FM TOKYO）
  - わが人生に乾杯!（NHKラジオ第1）
  - 露木茂のHOTほっと土曜ワイド（文化放送）
  - みのもんたのウィークエンドをつかまえろ（文化放送）

## その他の出演

### 映画
- 殺人ネット（2004年）
- 第七官界彷徨 尾崎翠を探して
- 必殺6!主水死す ※岡元厚子名義で出演
- レディースMAX ※岡元厚子名義で出演
- プロゴルファー織部金次郎
- 実録ヒットマン〜妻 その愛
- 女狼 -艶殺裸体剣-
- ママズ・アタック
- 人妻ドラゴン　何度も昇天拳（2017年、オーピー映画） - 桜木[8]

### Vシネマ
- 日本暴力地帯 三（1998年） - 岩佐芳江(岩佐組組長の娘)
- 修羅の挽歌（2012年） - キャシー(ソープ嬢)
- 裏切りの仁義1,2（2017年） - クラブのママ
- ブレイブX 極道十勇士1,2（2017年,2018年） - 武藤麻美(葵会本間組若頭武藤繁和の妻、葵会若頭補佐本間組組長の娘）

### テレビドラマ
- 湘南リバプール学院（1995年、フジテレビ）
- 人生は上々だ（1995年、TBS）
- 女検事・霞夕子 第8話（1995年、日本テレビ）
- 黒革の手帖（1996年12月7日、テレビ朝日）
- 賭事女王（1999年、フジテレビ）- 雀
- HERO（2002年、フジテレビ）
- 多摩南署たたき上げ刑事・近松丙吉「狂った計算〜灼熱のニュータウン殺人事件〜」（2002年、BSジャパン）- アスカ
- ひとりじゃない（2011年、BSフジ）- 立花弥生
- 婚活刑事 第10話（2015年9月3日、読売テレビ） - 深川理絵

### 舞台
- チーム童里夢（現・YANKEE STADIUM 20XX）舞台公演
- PRODUCE UNIT JOE COMPANY 舞台公演
- ミュージカル「フレンドシップ」
- 明治座「付き馬やおえん」

### CM
- エースコック「はるさめヌードル」
- パチンコ123
- BOINE DIET

## 作品

### 写真集
- Beam （1997年6月、音楽専科社） ISBN 4-87279-002-2
- Yearning （1998年8月、ぶんか社） ISBN 4-8211-2234-0
- 誘惑 （1998年12月、扶桑社） ISBN 4-594-02601-X
- ATUKOTIC （1999年11月、竹書房） ISBN 4-8124-0565-3
- SUGARHILL （2000年6月、ケイエスエス） ISBN 4-87709-471-7
- surrender （2000年10月、バウハウス） ISBN 4-89461-197-X
- SAGA（性） （2002年6月、ワニマガジン社） ISBN 4-89829-848-6
- Atsuko　野村誠一 （2004年2月、双葉社） ISBN 4-575-29660-0
- OPPAI THE TENMEI　加納典明　(1993年、竹書房）ISBN 4812405076

### CD
- YOUR HEART ONLY (SWEET 9 DIAMONDSとして)(2003年12月/ルイードレコーズ)
- WRESTLE DISCO FEVER DX（東芝EMI）

### DVD
- ファイナルビューティー
- yu-waku(1999年1月20日)
- desire(2002年7月25日)
- BEAUTY & BEAST(2004年4月25日)
- パナスカルマ(2005年8月24日)